# Prise d'Œchalie
La Prise d'Œchalie ou Oechaliae Halosis (en grec ancien Οἰχαλίᾱς Ἅλωσις) est une épopée perdue attribuée à Créophylos de Samos qui se rattache au mythe d'Héraclès. Elle a peut-être été composée au VIIe siècle av. J.-C. Elle a inspiré Sophocle pour ses Trachiniennes.
On ne conserve qu'un seul vers de l'œuvre, faisant partie de paroles adressées par Héraclès à Iole. Quatre autres fragments en font mention. Trois ont trait à la prise d'Œchalie par Héraclès. Le quatrième évoque Médée, sans doute en parallèle avec Déjanire, épouse du héros : dans cette version, Médée tue Créon puis place ses enfants sous la protection d'Héra ; les Corinthiennes passent outre et massacrent les enfants pour ensuite accuser leur mère.
Une tradition fait de Créophylos de Samos le contemporain d'Homère : ce dernier, véritable auteur de l'œuvre, aurait été reçu par Créophylos à Chios ou à Samos, et lui aurait donné le poème, que Créophylos aurait ensuite fait passer pour sien. Une anecdote similaire circule sur une autre épopée, les Chants cypriens, habituellement attribuée à Stasinos.

### Éditions des fragments
- A. Bernabé (éd.), Poetae epici Graeci, I, Leipzig, 1987 (abrégé en PEG).

### Utilitaires
- Timothy Gantz, Mythes de la Grèce archaïque, Belin, 2004 (éd. originale : Johns Hopkins University Press, 1993, 2 vol.).
- Suzanne Saïd, Monique Trédé et Alain Le Boulluec, Histoire de la littérature grecque, Paris, Presses universitaires de France, coll. « Premier Cycle », 1997 (ISBN 2130482333 et 978-2130482338)